# عصفوروسات
العصفوروسات أو مشابهات العصافير (الاسم العلمي: Passerida) هي رتبة صغيرة من الطيور يتبع رتيبة الطيور المغردة من رتبة العصفوريات.

## التصنيف
- رتبة صغيرة العصفوروسات
  - فوق فصيلة العصفورينات
    - فصيلة الصفراويات
      - الشحرور السربي

- - فوق فصيلة خاطفات الذباب وأشباهها
    - فصيلة خاطفات الذباب
      - أسرة القليعاوات
        - الحميراء